# Golf van Lavrentia
De Golf van Lavrentia of (Russisch: Залив Лаврентия; Zaliv Lavrentia) is een golf aan de westkust van de Beringstraat en de oostkust van de Beringzee, aan oostzijde van het Tsjoektsjenschiereiland van de Russische autonome okroeg Tsjoekotka. Ze ligt ten noordoosten van de Golf van Anadyr.

## Geografie
De golf heeft haar monding aan zuidoostzijde en steekt ongeveer 43 kilometer het land in. De golf heeft een gemiddelde breedte van 8 kilometer, oplopend tot ongeveer 23 kilometer aan de monding en is maximaal 42 meter diep. Het getijdeverschil bedraagt 0,4 meter tweedagelijks. De oevers zijn abrupt en steil en zijn begroeid met toendravegetatie.
De rivier Koejymatavaam die instroomt via de Melkovodnajabocht ("ondiepe bocht") vormt het begin van de golf. Twee andere belangrijke rivieren zijn de Ekkoeljoetenvoejejem en Noenamavaam. Aan zuidwestzijde ligt de Bezymjannajabocht ("naamloze bocht"), die aan oostzijde door een nauwe landtong (eindigend in Kaap Indrenioesa) wordt gescheiden van de rest van de golf, die hier zich versmalt. Aan het begin van de golf liggen de eilandjes Balka (Балка) en Benneta (Беннета). Voor de kust van Kaap Pnakvyn (Pinakoel) aan zuidoostzijde ligt de zandbank Litke.
Aan zuidzijde van de golf, nabij Kaap Chargilach ligt het gelijknamige dorp Lavrentia. Bij Kaap Pnakvyn lag vroeger het dorpje Pinakoel en ten oosten daarvan, aan de monding, het dorpje Noenjamo.

## Geschiedenis
De golf werd voor het eerst genoemd op een kaart door Timofej Perevalov in 1746. 30 jaar later bezocht de Britse kapitein James Cook de baai op 10 augustus 1778, de dag van beschermheilige Laurentius (Lavrenti). Cook verbleef er enkele dagen en ontmoette er enkele Tsjoektsjen. De golf werd voor het eerst onderzocht door de Russische zeevaarder Fjodor Litke tijdens een expeditie in 1828.